# Gadirtha fusca
Gadirtha fusca is een nachtvlinder van de familie visstaartjes (Nolidae). De soort komt voor in het oosten, midden en zuidoosten van China.
De lengte van de voorvleugels is 18,5–22,4 mm bij mannelijke en 20,9–23,1 mm bij vrouwelijke vlinders. De grondkleur van de voorvleugels bij mannen is bruingrijs, met variërende hoeveelheden onduidelijke roodachtig-bruine gebieden. Er is een zwakkere donkergrijze driehoekige vlek proximaal van de top. De achtervleugels zijn donkergrijs. Vrouwtjes hebben licht bruingrijze voorvleugels. Er zijn vier tot vijf generaties per jaar in Hubei.
De rupsen voeden zich met de bladeren van Triadica sebifera. Er zijn zes larvale instars. De larven bereiken een lengte van 28–33,5   mm en hebben een lichtgroene tot geelgroene grondkleur en een gele kop. De soort overwintert als een ei op de bladeren en takken van de waardplant. De eieren komen in mei uit.

## Etymologie
De soortnaam verwijst naar de donker grijsbruine grondkleur van de voorvleugels.

## Afbeeldingen

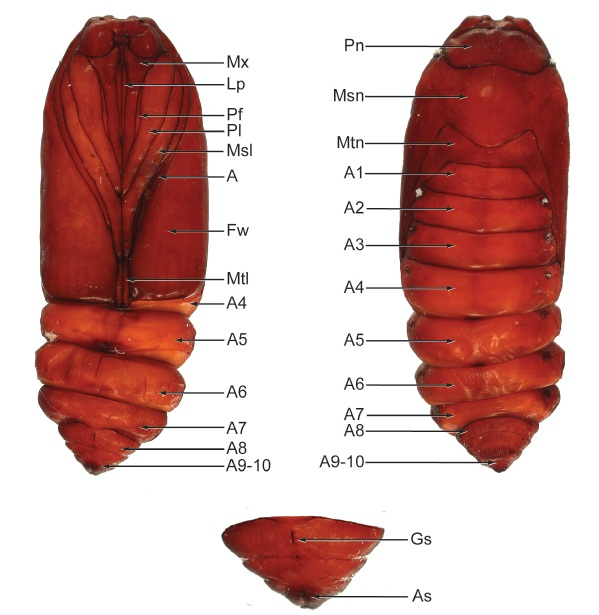
Vrouwelijke cocon
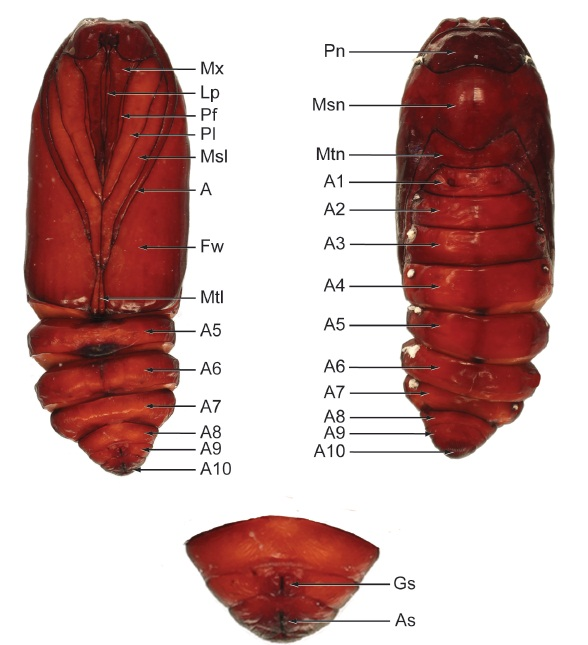
Mannelijke cocon

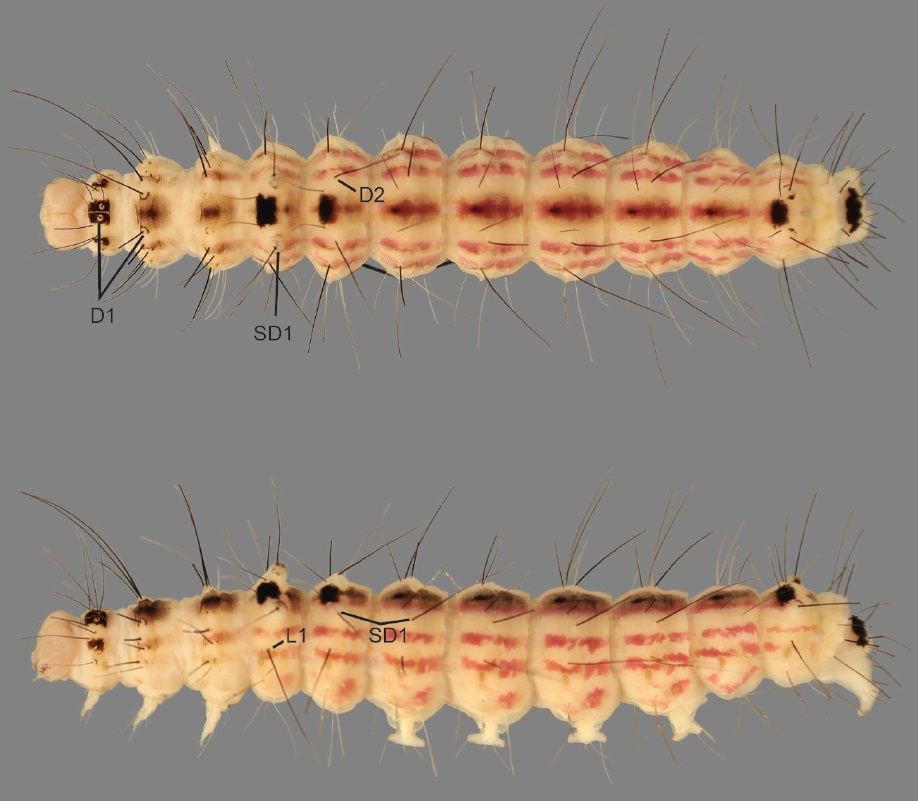
Rups: van boven en opzij gezien
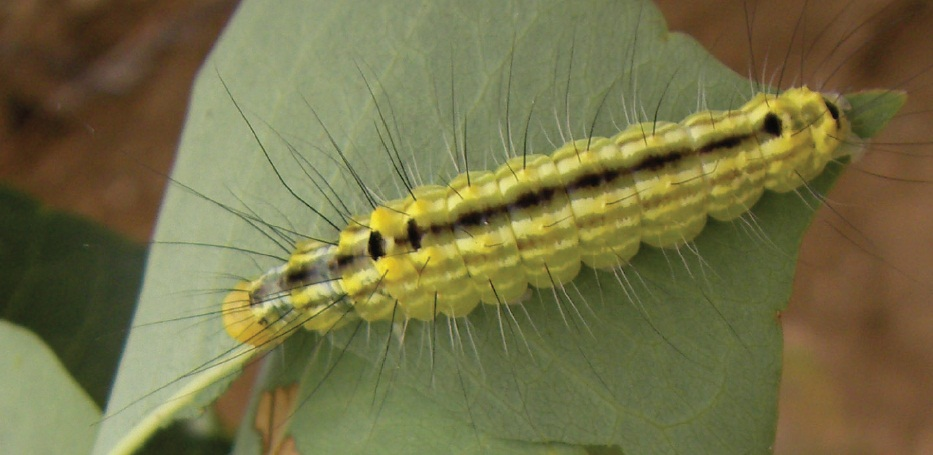
Rups op Triadica sebifera